# هوکوجی

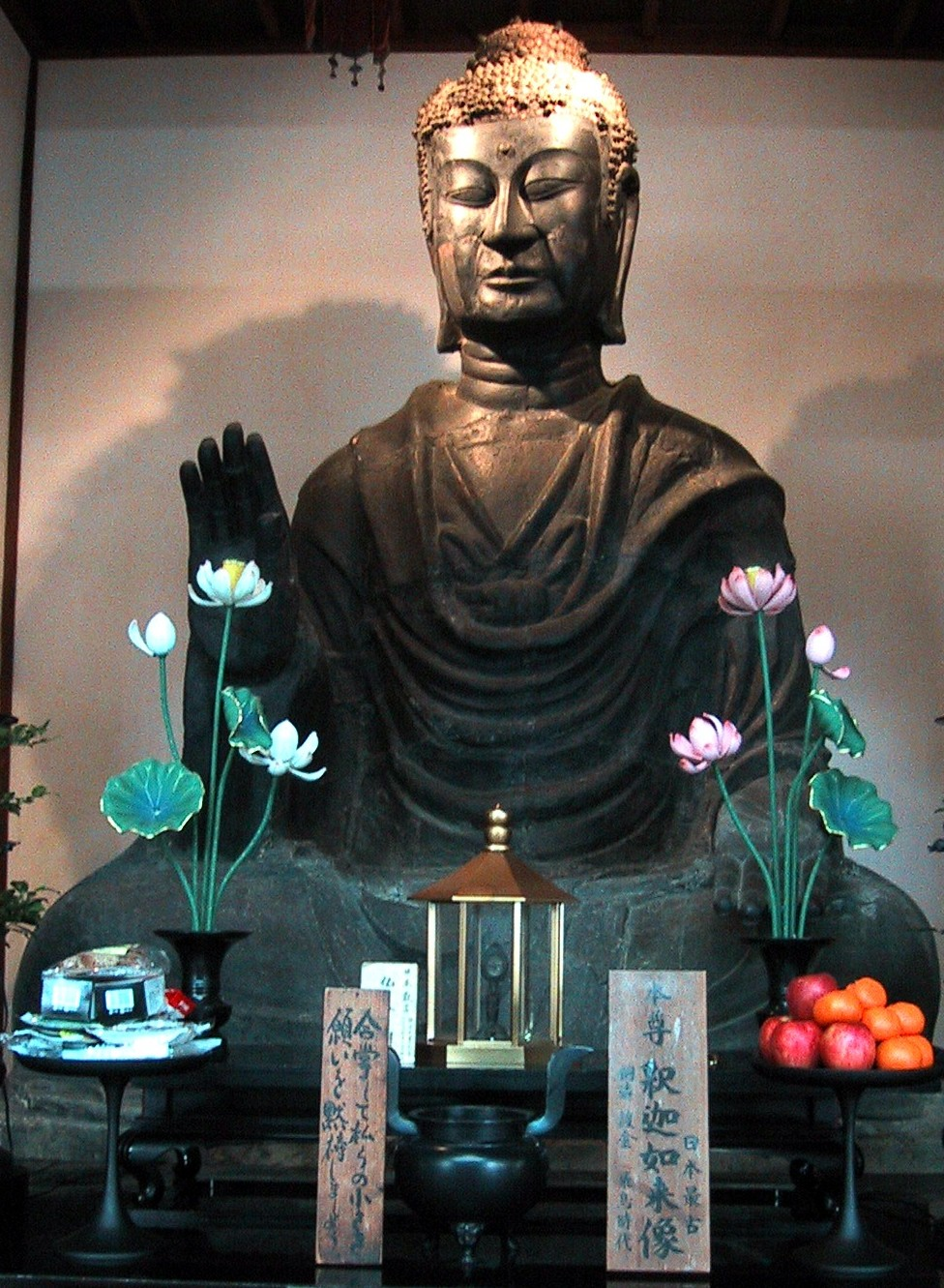
مجسمه بزرگ آسوکا-درا

آسوکا-درا (به ژاپنی: 飛鳥寺 Asuka-dera) یا معبد هوکو (به ژاپنی: 法興寺) یک معبد وابسته به آیین بودایی در آسوکا، نارا در استان نارا است که یکی از قدیمی‌ترین معبدهای ژاپن به‌شمار می‌آید.